# Le Val-David

Le Val-David este o comună în departamentul Eure, Franța. În 1 ianuarie 2022 avea o populație de 672 de locuitori.